# Kolhapur
Kolhapur (Marathi: कोल्हापुर, Kolhāpur) ist eine Stadt im Südwesten des indischen Bundesstaates Maharashtra mit etwa 550.000 Einwohnern (Volkszählung 2011) unweit der Landesgrenze nach Karnataka mit guter Straßenanbindung nach Pune, Bengaluru und Goa. Sie ist Hauptstadt des Distrikts Kolhapur und ein wichtiges Zentrum der Rohrzuckerindustrie.
Kolhapur liegt am Fluss Panchganga auf einer durchschnittlichen Höhe von 544 Metern ü. NN.
Von 1707 bis 1949 war Kolhapur die Hauptstadt des Fürstenstaates Kolhapur, der von der Bhonsle-Dynastie regiert wurde. Mit dem Zusammenbruch des Marathenkonföderation nahm der Staat 1812 vertragliche Beziehungen zu den Briten auf.
13 Kilometer außerhalb der Stadt bei Ujlaiwadi befindet sich ein Regionalflugplatz mit täglichem Flug nach Bombay.
Kolhapur ist Geburtsort der marathischen Filmpersönlichkeiten Bhalji Pendharkar, Baburao Painter, V. Shantaram und Ashutosh Gowariker und war das durch den Maharadscha von Kolhapur Shahaji II. (1874–1922) geförderte Zentrum der marathischen Filmindustrie. Die Filmproduktionsgesellschaften Maharashtra Film (1918), Prabhat Film (1929) und Kolhapur Cinetone (1933) wurden hier gegründet. Lata Mangeshkar und Asha Bhosle wuchsen ebenfalls in Kolhapur auf und begannen ihre Gesangskarriere.

## Söhne und Töchter der Stadt
- Baburao Painter (1890–1954), Filmregisseur und Bühnenmaler
- V. Shantaram (1901–1990), Filmregisseur und -schauspieler
- Arthur Newell Strahler (1918–2002), US-amerikanischer Hydrologe
- Bhanu Athaiya (1926–2020), Kostümbildnerin und Oscarpreisträgerin
- Vijay Tendulkar (1928–2008), Bühnen- und Drehbuchautor
- Jayant Vishnu Narlikar (1938–2025), Astrophysiker
- Ashutosh Gowariker (* 1964 oder 1968), Filmregisseur und Schauspieler
- Sagarika Ghatge (* 1986), Model und Schauspielerin